# Parafia Najświętszej Maryi Panny Królowej Polski w Czeremsze
Parafia pod wezwaniem Najświętszej Maryi Panny Królowej Polski w Czeremsze – parafia rzymskokatolicka należąca do dekanatu Hajnówka, diecezji drohiczyńskiej, metropolii białostockiej. Siedziba parafii znajduje się w Czeremsze.

## Historia
Erygowana 23 września 1957 roku przez Administratora Apostolskiego diecezji pińskiej w Drohiczynie ks. inf Michała Krzywickiego. Wydzielono ją z sąsiedniej parafii Kleszczele.
Staraniem ks. Władysława Siekierko, pierwszego proboszcza w Czeremsze, w 1957 roku rozpoczęto prace przy budowie nowej świątyni. Polegały one na przebudowaniu zrujnowanej przez działania wojenne kamienicy Natalii Goworowskiej na potrzeby kościoła i plebanii. Pracami kierował brat księdza proboszcza inż. arch. Lucjan Siekierko. Poświęcenia nowego kościoła parafialnego pw. Matki Bożej Królowej Polski w dniu 21 września 1958 roku dokonał ks. prał. Bronisław Kiełbassa, dziekan bielski.

## Zasięg parafii
W granicach parafii znajdują się miejscowości:

- Berezyszcze
- Bobrówka
- Borki
- Czeremcha
- Gajki, Jancewicze
- Kuzawa
- Opaka Duża
- Pohulanka
- Połowce
- Czeremcha-Wieś
- Wólka Terechowska
- Stawiszcze
- Zubacze

## Proboszczowie
- ks. Władysław Siekierko (1957–1962)
- ks. Józef Gałda (1962–1965)
- ks. Alfons Trochimiak (1965–1969)
- ks. Leon Giryn (1969–1979)
- ks. Ryszard Korzeniewski (1979–1986)
- ks. Marian Wyszkowski (1986–1989)
- ks. Andrzej Kiersnowski (1989–1994)
- ks. Jan Henryk Bałdyga (1994–2005)
- ks. Marek Dąbrowski (2005–2011)
- ks. kan.mgr Henryk Kalinowski (2011–2016)
- ks. mgr. lic Krzysztof Domaraczeńko (od 2016)